# 英國民事伴侶關係
英國民事伴侶關係是指在同性伴侣和異性伴侣的民事伴侶關係。
2005年12月5日，英国正式允许同性伴侣登记。在公民伴侣关系法案下，希望建立伙伴关系的伴侣必须在当地政府登记，以享受和异性夫妇同等的待遇。